# A testa alta (film 2015)
A testa alta (La Tête haute) è un film del 2015 diretto da Emmanuelle Bercot.

## Trama
Malony è stato abbandonato da sua madre alla età di 6 anni e da allora fa dentro e fuori da istituti e la giudice dei minori Florence viene costantemente chiamata a decidere del suo futuro. Il ragazzo viene affidato al tutoring di Yann, un educatore che comprende le sue difficoltà avendo avuto un'infanzia difficile. Il ragazzo ha una bassissima autostima e neppure le attenzioni che gli rivolge Tess, figlia di una insegnante di un istituto, sembrano inizialmente rassicurarlo.

## Riconoscimenti
- 2016 - Premio César
  - Miglior attore non protagonista a Benoît Magimel
  - Miglior promessa maschile a Rod Paradot
  - Candidatura a Miglior film
  - Candidatura a Miglior regia a Emmanuelle Bercot
  - Candidatura a Migliore attrice protagonista a Catherine Deneuve
  - Candidatura a Miglior attrice non protagonista a Sara Forestier
  - Candidatura a Miglior promessa femminile a Diane Rouxel
  - Candidatura a Miglior sceneggiatura originale a Emmanuelle Bercot e Marcia Romano